# Corriente de Trabajadores por el Socialismo
Corriente de Trabajadores por el Socialismo (CTS) es un partido político de Uruguay. Es miembro de la Fracción Trotskista - Cuarta Internacional. Desde 2018 propone la fundación de un Frente de Izquierda y de Trabajadores, similar al FIT-U de Argentina, entre diferentes partidos de la izquierda política, entre ellos el Partido de los Trabajadores y miembros de Unidad Popular.

## Historial Electoral

### 2019
Para las Elecciones de 2019, la CTS conformó un acuerdo político electoral con el Partido de los Trabajadores e Izquierda Socialista de los Trabajadores, con el objetivo de superar el umbral electoral y alcanzar bancas en las legislaturas, conformando al Lista 1917, bajo el lema "Partido de los Trabajadores". Consiguiendo 1.387 en la primera vuelta electoral, el 0,06% de los votos.

### 2024
Previo a las Elecciones de 2024, la CTS lanzó una nota en La Izquierda Diario criticando el lema electoral Unidad Popular - Frente de Trabajadores, argumentando que, si bien "es necesario reagrupar a la izquierda, consideramos que es importante aportar una perspectiva de independencia de clase", en respuesta a que sectores de Unidad Popular "promueven la conciliación de clases con la burguesía nacional", así también acusando al Frente de Trabajadores en Lucha de "reivindicar a viva vos la trágica experiencia del estalinismo". En el marco de estas declaraciones, llamaron a votar en blanco para las elecciones presidenciales, por el "SI" en el plebiscito de seguridad social y por el "NO" al plebiscito por los allanamientos nocturnos.